# Coleosporium plumeriae
Coleosporium plumeriae är en svampart som beskrevs av Pat. 1902. Coleosporium plumeriae ingår i släktet Coleosporium och familjen Coleosporiaceae.   Inga underarter finns listade i Catalogue of Life.